# Máximo Pradera
Máximo Pradera Sánchez (Madrid, 21 de julio de 1958), también conocido como Max Pradera, es un escritor, guionista, comunicador y musicólogo español. Empezó su carrera en la radio al dirigir y presentar el programa Lo que yo te diga, que combinaba humor y crítica cinematográfica con noticias de actualidad. Adquirió notoriedad en televisión al presentar, junto a Fernando Schwartz, el magacín Lo + Plus, un espacio de entrevistas del canal de televisión Canal+ en el que trabajaría seis años.  Desde entonces ha participado en diversos programas que le han valido varios premios y reconocimientos. Es también divulgador musical y conferenciante, y ha publicado una docena de libros de diversos géneros. Además de su labor creativa, ha intervenido públicamente como contertulio de opinión y debate.  
Por su estilo retórico, calificado de incisivo y directo, ha sido objeto de ataques, insultos y ofensas personales desde las redes sociales y los medios de comunicación más conservadores. En los casos en los que las disputas se han dirimido en los juzgados, las instancias judiciales han terminado resolviendo a favor de Pradera. El litigio más trascendente fue el «caso Naranjo», que llegó hasta el Tribunal Constitucional. Este órgano jurisdiccional, a través de la sentencia 8/2022 de 27 de enero, dio la razón a Pradera y, con su dictamen, sentó jurisprudencia sobre la tutela civil efectiva del derecho al honor en España.

## Datos biográficos
Máximo Pradera nació en Madrid en 1958. Es hijo de Gabriela Sánchez Ferlosio y Javier Pradera. Gabriela, traductora de italiano y librera, era hija de Rafael Sánchez Mazas, uno de los miembros fundadores del partido político Falange Española y padre de otros cuatro hijos —tíos, por tanto, de Máximo—: Miguel (Miguel Sánchez-Mazas Ferlosio), Rafael (Rafael Sánchez Ferlosio), José Antonio (Chicho Sánchez Ferlosio) y Máximo Sánchez Ferlosio. Por su parte, Javier Pradera, editor y significado intelectual y analista político, era a su vez sobrino del diplomático franquista Juan José Pradera y nieto del político carlista Víctor Pradera.
Cursó estudios de Filología y Periodismo en la Universidad Complutense y desde 1978 formó parte de Atrium Musicae, una agrupación madrileña de música antigua. Allí, de la mano de Gregorio Paniagua, aprendió solfeo y se adentró en los instrumentos musicales del Barroco. Se especializó en la vihuela y llegó a tocar en Países Bajos ante los reyes de España y de Holanda.
En febrero de 2019 se le detectó un cáncer de próstata Tras dos años de tratamiento, la enfermedad remitió y él decidió recopilar los conocimientos que había adquirido sobre medicina de la salud y hábitos saludables en cuanto a estilo de vida. Sus experiencias y lo que había aprendido en el proceso se acabarían plasmando en un libro, El cáncer y la madre que lo parió, publicado seis años después.

## Trayectoria profesional

### Radio
Considerado un comunicador inteligente, mordaz y de vasta cultura,Pradera inició su carrera profesional en Radio El País, donde presentaba la sección vespertina El País actualidad. En los primeros días de enero de 1986, el periodista y humorista Moncho Alpuente, que dirigía el programa despertador Madrid me mata, decidió afrontar otros proyectos profesionales. El director de la emisora, José María Baviano, ofreció entonces el espacio a Pradera, quien enseguida aceptó y puso en marcha un formato propio. El nuevo programa dio en llamarse Lo que yo te diga, en homenaje al nombre del equipo creativo homónimo que había detrás, LoQueYoTeDiga, formado por Almudena Belda, Ricardo Cantalapiedra, Carlos López-Tapia, Igor Reyes-Ortiz y el propio Pradera. El espacio, que se emitiría de lunes a viernes con una duración de dos horas, comenzó a emitirse el 13 de enero y pronto se convirtió en un referente de prestigio, reconocido con diversos galardones como el Premio Ondas Internacional de Radio 1990 o la Antena de Plata a la mejor Labor Divulgativa, otorgada por la FARTE.
En abril de 1988, el equipo se integró en el nuevo magacín del fin de semana A vivir que, son dos días, en la Cadena SER, bajo la dirección de Concha García Campoy. Ese mismo año, Lo que yo te diga fue votado como programa de radio favorito entre los lectores de la Guía del Ocio,  y el 31 de abril del año siguiente recibió la mención especial del jurado en el certamen Prix Futura de Berlín por el programa especial del día de Año Nuevo. Carlos López-Tapia, codirector del equipo junto con Pradera, atribuía el éxito de su propuesta a su posición crítica, siempre desde el humor, de «los aspectos convencionales» de la publicidad y de los propios medios audiovisuales.

Dirigió el programa radiofónico Ciclos, en Sinfo Radio, que se mantuvo ocho años en antena. En 2007 combinaba sus colaboraciones semanales sobre música en el magacín vespertino de la Cadena SER La ventana —que por aquel entonces presentaba Gemma Nierga— con artículos de humor en el semanario Yo Dona.

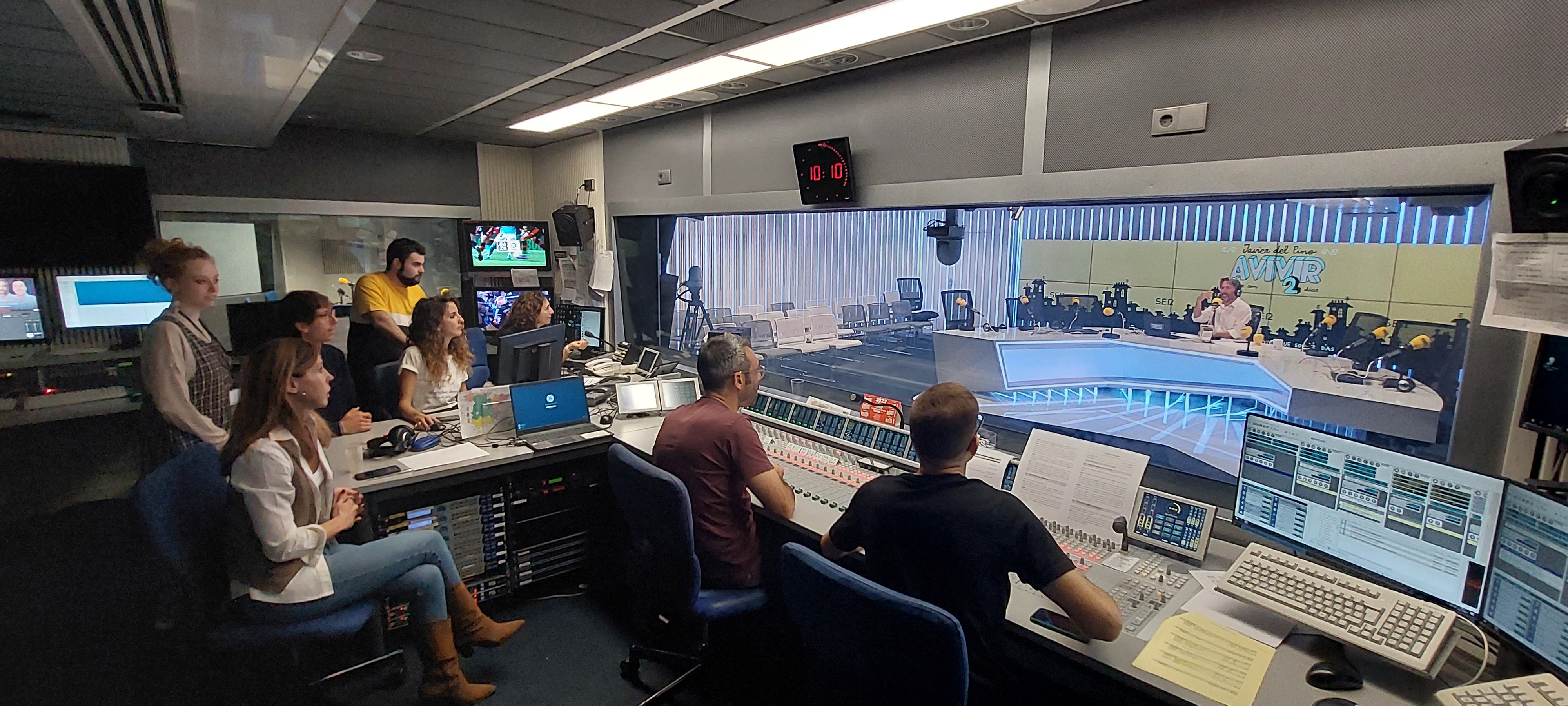
Equipo de realización de A vivir, que son dos días (2022)

En 2011 inició su participación en el programa de Onda Cero Julia en la onda con la sección «Tea Party», cuyo formato consistía en ceder el micrófono a contertulios de diversa afinidad política para comentar la actualidad. En la temporada 2013, la sección se modificó para pasar a ser un intercambio dialéctico con solo dos participantes (de ahí el nuevo nombre: «Con un par»), que eran el propio Máximo y Antonio Naranjo defendiendo posiciones ideológicas contrapuestas. Después de un incidente entre ellos en mayo de 2014, la dirección decidió cancelar el espacio. Meses después, en septiembre, volvió al programa de Julia Otero, esta vez con guion propio dentro de la sección especial de los viernes «Territorio comanche».
Pradera sigue vinculado activamente a la Cadena SER, especialmente a través del programa de radio A vivir, que son dos días, dirigido por Javier del Pino. Guionista de «Las promociones de A vivir...», en la actualidad[actualizar] participa en otras áreas, como la creación de contenidos y la producción musical, aportando voces y efectos para las «promo sketches»; el resultado son unos entremeses «desternillantes». Además, lleva él mismo una sección en antena, «45 RPM», con Rafa Panadero, con el que, en tono jocoso, simula rivalizar en conocimientos musicales.

### Televisión
En el medio televisivo trabajó como guionista en los programas Viaje con nosotros (1988), de Televisión Española, La noche se mueve (1992-1993), de Telemadrid, y El peor programa de la semana (1993-1994), de nuevo en TVE, en estos dos últimos junto a El Gran Wyoming. Para el programa dirigido por Javier Gurruchaga escribió un sketch que se haría especialmente célebre: Gurruchaga, parodiando a la periodista Victoria Prego, entrevistaba a Felipe González. El papel de este era encarnado por un actor enano, Hervé Villechaize, cuyo rostro guardaba cierto parecido con el del entonces presidente del Gobierno. Para justificar por guion la «reducción» física que se había operado en el presidente, a Pradera se le ocurrió asociarla humorísticamente al «desgaste» derivado del ejercicio continuado del poder.
Entre 1995 y 2001 presentó, junto a Fernando Schwartz, el programa televisivo de entrevistas diario Lo + Plus. Por el plató desfilaron insignes personalidades de la cultura contemporánea como José Saramago, Daniel Barenboim, Anthony Hopkins, Teresa Berganza o Salman Rushdie. Con este espacio, en el que hacía gala de un humor «ácido y sarcástico», ganó el Premio Ondas al programa de televisión más innovador.
Después pasó a conducir el programa de medianoche Maldita la hora (2001), en Antena 3, con el que la cadena pretendía competir en audiencia con el espacio Crónicas marcianas de Telecinco. Los bajos índices de audiencia cosechados durante las primeras semanas de emisión llevaron a la dirección de la cadena a cancelar el proyecto.
En 2006 participó como «tutor» el concurso televisivo El primero de la clase, de TVE y fue contertulio en el programa El cascabel, del canal de televisión 13 TV. 
Desde finales de 2017 forma parte del jurado especializado de Clásicos y reverentes, un concurso de talentos de música clásica emitido por el canal de televisión La 2 que en su primera temporada ganó el premio especial en la XXIII edición de los premios Zapping.
Entre 2018 y mediados de 2021 participó con la sección «Corresponsal en el infierno», un espacio dentro del programa de medianoche En la frontera, dirigido por Juan Carlos Monedero y emitido a través del canal de televisión digital Público TV.

### Teatro
Como actor de teatro ha intervenido en los espectáculos Volvemos después de la publicidad y Cómicos.

### Literatura
En su faceta de escritor, es un autor prolífico por la diversidad de temas que aborda. En una primera etapa firmaba como Joseph Gelinek en honor al compositor checo homónimo. Con ese seudónimo publicó varias novelas de misterio en las que la música ocupaba un lugar destacado: El violín del diablo, La décima sinfonía, Morir a los 27 y Las dos muertes de Mozart.
Ya con su nombre real, publicó Lo Max Plus: 66,6 preguntas sobre el programa más chachi de la tele y su impresentable presentador (1999); Cartas del demonio al papa (2003); y Ananga Tongo: el Kama Sutra chungo para tener a mano (2003), antes de entrar de lleno en la divulgación musical con ¿De qué me suena eso? (2005), una «historia informal» de esta manifestación artística, Tócala otra vez, Bach: todo lo que necesitas saber de música para ligar (2016)  y Están tocando nuestra canción (2022), un recorrido heterogéneo y ecléctico por diversas canciones y melodías conocidas y que van «desde lo cutre (e incluso lo chungo) hasta lo sublime».
En el terreno del thriller con tintes de humor surrealista, es autor de la novela El hombre que fue Sherlock Holmes (2020).
En el campo del ensayo sobre temas de actualidad política publicó, en diciembre de 2014, Conversación con Irene Lozano y, en junio de 2020, Madrid confidencial, una denuncia de la supuesta decadencia de Madrid tras 25 años ininterrumpidos de gobierno del Partido Popular. En febrero de 2025, la editorial Navona presentó El cáncer y la madre que lo parió. En esta obra, Pradera recopila su experiencia vital y los conocimientos médicos adquiridos después de haber sido diagnosticado de cáncer.

## Polémicas
Como contertulio de televisión y también por su activa participación en las redes sociales, Pradera ha protagonizado discusiones públicas que han generado polémica. El 25 de febrero de 2021 apareció en el diario Público un artículo suyo que causaría revuelo en algunos medios. A Julia Otero se le había diagnosticado un cáncer, y Pradera establecía un paralelismo por contraste con la situación de otros personajes famosos, en concreto con Donald Trump, José María Aznar o Macarena Olona, que lucían «sanos como cervatillos». Más adelante, el autor precisaba: «Tampoco es imprescindible que vayan a reunirse hoy con el Creador. Pero estaría bien que tuvieran que bregar con el tratamiento, que casi siempre es chungo de narices». El diario, considerando que la pieza faltaba al «rigor periodístico», presentó disculpas a los aludidos, prescindió del colaborador y retiró el artículo de su web.

### CasoNaranjo
Tras su intervención del día 6 de mayo de 2014 en la sección «Con un par», de Julia en la onda, Pradera sostuvo en los pasillos de la emisora una agria discusión con Antonio Naranjo, su oponente en el plató. Un día después, Naranjo acudió a su cuenta de Twitter y a su columna en Periodista Digital, medio dirigido por Alfonso Rojo, para tachar a su adversario de «maltratador» y denunciar que había «sido agredido física y verbalmente, con testigos y en el estudio»; y todo ello venía, remachaba Naranjo, después de «tres semanas de acosos» por parte de Pradera. Agraviado, Pradera demandó a Naranjo por calumnias ante el Juzgado número 1 de Pozuelo de Alarcón, pero esta instancia desestimó la demanda e impuso al querellante el pago de las costas.  
Pradera decidió interponer recurso ante la Audiencia Provincial de Madrid por valoración no imparcial de la prueba. El recurso se basaba en que, entre otros errores de procedimiento, la jueza de primera instancia solo había tenido en cuenta el testimonio de una de las testigos e ignorado el otro; este segundo correspondía a la directora del programa, Julia Otero, que por videoconferencia había declarado que Pradera no era una persona violenta y que en ningún momento hubo acoso ni agresión física. El 21 de julio de 2017 el alto tribunal, por unanimidad, y desautorizando el dictamen de la titular del juzgado de Pozuelo que había resuelto en primera instancia, falló a favor de Pradera: Daba por probada la «intromisión ilegítima en el honor del demandante» por parte de Naranjo y obligó a este a indemnizar al querellante con 5000 euros por daños morales.
Disconforme, el colaborador de Periodista Digital recurrió en casación ante la Sala de lo Civil del Tribunal Supremo y volvió a perder, también por unanimidad. Naranjo resultó condenado al pago de la indemnización, a asumir las costas del proceso y a publicar la sentencia en su perfil de la red social; por su parte, el medio digital tuvo que publicar también íntegramente el fallo.
Naranjo pidió entonces amparo ante el Tribunal Constitucional alegando una supuesta «vulneración del derecho fundamental a la libertad de expresión». Por tercera vez, el Tribunal volvió a dar la razón a Pradera. Además, su dictamen, plasmado en la «sentencia 8/2022, de 27 de enero de 2022» y publicada en el Boletín Oficial del Estado, resultaría trascendental, ya que sentaba jurisprudencia en España a la hora de proteger el honor del ciudadano ante opiniones insultantes, expresiones vejatorias o afirmaciones denigrantes que, tras ser vertidas a través de medios de comunicación o por redes sociales, se demostraran finalmente falsas.